# تأثير اللغات الأجنبية على اللغة الإنجليزية

وفقاً لإحدى الدراسات, فإن نسبة الكلمات الإنجليزية الحديثة المأخوذة من اللغات الأخرى هي كالتالي: اللاتينية (تستخدم في الحقول العلمية والطبية والقانونية): ~29%
الفرنسية: ~29%
الألمانية: ~26%
أخرى: ~16%

تنحدر الإنجليزية في أساسها من اللغة الإنجليزية القديمة، وهي اللغة التي أحضرها شعوب الأنجل والساكسون والجوت إلى ما يُسمى اليوم إنجلترا أثناء وبعد القرن السادس الميلادي. الجزء الأكبر من اللغة في النصوص المكتوبة والمحكية جاء من هذا المصدر. إحصائياً، ما يقارب الـ 70% من كلمات أي نص إنجليزي يرجع لأصول أنجلوساكسونية. القواعد كذلك أنجلوساكسونية في معظمها.
في حين أن بعض الكلمات الجديدة تدخل اللغة كلهجة عامية عادةً، إلا أنَّ معظمها ليس كذلك. بعض الكلمات تم تبنّيها من لغة أخرى; بعضها اندماج كلمات موجودة مسبقاً (تُسمى portmanteau words), وبعضها الآخر كلمات جديدة مشتقة من جذور لغوية من لغات ميتة، مثل قصيدة thanatopsis. بغض النظر عن المصدر، من النادر جداً قبول الكلمات مباشرةً إلى اللغة الإنجليزية. هنا قائمة لتأثيرات اللغات الأجنبية الأكبر على اللغة الإنجليزية.
- اللغات الكلتية: الكلمات الكلتية لا وجود لها تقريباً، عدا كلمات اللهجات، كنظام Yan Tan Tethera لعد الأغنام. بكل حال الفرضيات تقترح أن التراكيب الإنجليزية تأثرت باللغات الكلتية، ومثال ذلك هو الجمل المستمرة (continuous tenses), والتي كانت شبيهة بتراكيب الجمل الكلتية. بكل حال لا يوجد اتفاق علمي على ذلك، حيث أن هذا النظام لديه نمو إنجليزي وجرماني واضح.
- الفرنسية: مصطلحات قانونية وعسكرية وسياسية; كلمات معبرة عن لحوم الحيوانات; كلمات نبيلة; كلمات معبرة عن الطعام (مثل gratin). ما يقارب الـ 30% من الكلمات الإنجليزية تُعتبر من أصل فرنسي.
- اللغة اللاتينية: كلمات علمية وتقنية، مصطلحات طبية، مصطلحات أكاديمية وقانونية.
- الغة الإغريقية: مصطلحات علمية وطبيعة (مثل -phobias and -ologies), ومصطلحات لاهوتية مسيحية.
- اللغات الجرمانية الشمالية (اللغات الإسكندنافية) كاللغة النوردية القديمة: اشتُقَّت منها كلمات مثل "sky" و "troll", وحديثاً كلمة "geysir".
- اللغة النورمندية: كلمات مثل "castle" و "cauldron" و "kennel" و "catch" و "cater". اللغة النورمندية أيضاً أدخلت (أو عززت) الكلمات ذات الأصل النوردي، مثل "mug".
- اللغة الهولندية: هناك عدة طرق دخلت منها الكلمات الهولندية إلى اللغة الإنجليزية: عن طريق التجارة والبحارة، مثل كلمات "skipper" و "freebooter" و”keelhauling” . والطريق الثاني هو الفنون والرسومات، مثل كلمة"landscape" و "easel" و "still life". الطريق الثالث هو الحروب، مثل كلمة "forlorn hope" و”beleaguer” و "to bicker". أيضاً عن طريق الهندسة المدنية، ككلمات "dam" و"poider" و”dune” . ايضاً عن طريق مستوطنات نيو نذرلاند في أمريكا الشمالية، ككلمة "cookie" و”boss” و«Santa Claus». أيضاً عن طريق اختلاط متحدثي اللغة الأفريقانية بمتحدثي اللغة الإنجليزية في جنوب أفريقيا، ككلمات "boer" و "apartheid" و "wildebeest". أيضاً عن طريق الكلمات الفرنسية ذات أصل هولندي، مثل كلمة "boulevard" و"mannequin" و"buoy". في كتابه «في أصول اللغة الإنجليزية», ذكرجوزيف م. وليمز أن 1% من الكلمات الإنجليزية تعود لأصول هولندية.
- اللغة الأسبانية: كلمات مرتبطة بالحروب والتكتيكات، مثل "flotilla" و "guerrilla", أو كلمات مرتبطة بالعلوم والثقافة، سواءاً ذات أصلعربي، أو نشأت في حضارات الهنود الحمر، مثل "cannibal" و "chocolate" وأو من اللغات الرومنسية المتواجدة في شبه الجزيرة الإيبيرية، مثل "albino" و "guitar" و "tornado".
- اللغة الإيطالية: كلمات متعلقة بالموسيقى، مثل "piano" و "fortissimo". أو كلمات متعلقة بالثقافة الإيطالية، ككلمة "piazza" و “pizza” و "balcony" و “fascism”. كلمة "umbrella" جاءت من الكلمة الإيطالية "ombrello".
- اللغة الهندية: كلمات متعلقة بالثقافة (دخلت الإنجليزية وقت الاستعمار البريطاني). العديد من هذه الكلمات هي من أصول فارسية وليس هندية، لأن اللغة الفارسية كانت اللغة الرسمية في محاكم مغول الهند. أمثلة على كلمات من أصل هندي:
- اللغة الألمانية: كلمات ألمانية متعلقة بالحرب العالمية الأولى والحرب العالمية الثانية، مثل كلمة "blitz" و “further” و "Lebensraum". أيضاً كلمات متعلقة بالطعام، مثل "bratwurst" و "hamburger" و "frankfurter". أيضاً كلمات متعلقة بعلم النفس والفلسفة، مثل "gestalt" و "Übermensch" و "zeitgeist". وكلمات أخرى مثل: wanderlust, schadenfreude, kaputt, kindergarten, autobahn, rucksack.
- اللغة العبرية واللغة اليديشية: كلمات دينية مثل: «يوم السبت» و «kosher» و «هللويا» و «amen».
- اللغة العربية: مصطلحات متعلقة بالتجارة، مثل «بورق» و «قهوة» و «قطن» و «hashish» و «حناء» و «موهير» و «موصلي (نسيج)» و «زعفران». أيضاً كلمات دينية إسلامية مثل «جهاد» و «حديث نبوي». كذلك مصطلحات علمية كانت قد أُدخلت على اللاتينية في القرنين الثاني عشر والثالث عشر الميلاديين، مثل «كحول» و «قلوي» و «جبر» و «سمت» و «شيفرة سرية» و «نظير (فلك)». أيضا أسماء نباتات أو خلاصاتها نشأت في آسيا ثو أدخلت لأوربا عن طريق العرب، ككلمة «كافور (مركب كيميائي)» و «ياسمين» و «طلاء لك» و «ليمون» و «أورنج (توضيح)» و «سكر». أيضاً أسماء بعض الطبخات العربية مثل «كسكسي» و«falafel» و«hummus» و«كباب» و«tahini». انظر أيضًا: قائمة كلمات عربية دخيلة في الإنجليزية.

## العد
هناك نمطين للعد في اللغة الإنجليزية، جرماني ولاتيني. الأرقام من صفر إلى عشرة هي أرقام أساسية (تظل كما هي في أي نظام عد). الأرقام من أحد عشر إلى تسعة عشر تتبع الشكل الجرماني، كذلك الأرقام عشرين وثلاثين وأربعين وخمسين وستين وسبعين وثمانين وتسعين.
ظلت الإنجليزية الرسمية تستخدم النمط الجرماني الأصلي للعد للأرقام أكثر من 20 حتى الحرب العالمية الأولى، حيث كان يُقال: "one-and-twenty," "five-and-thirty," "seven-and-ninety," ألخ.. . بعد بدء الثورة الصناعية، كان نظام العد اللاتيني قد أصبح شائعاً في اللهجات المحلية، وذلك لسهولة نطقه، مثل: "twenty-one," "thirty-five," "ninety-seven," ألخ، وبشكل تدريجي قام النمط اللاتيني باستبدال النمط الجرماني ليصبح النمط السائد منذ نهايات القرن التاسع عشر.

## روابط خارجية
- Mathematical Words: Origins and Sources (John Aldrich, University of Southampton) The contribution of French, Latin, Greek and German are surveyed.